# Кошути (округ Ґаланта)
Кошути (словац. Košúty) — село в окрузі  Ґаланта Трнавського краю Словаччини. Площа села 14,73 км². Станом на 31 грудня 2015 року в селі проживало 1630 жителів.

## Історія
Перші згадки про село датуються 1138 роком.

## Населення
| Рік:            | 1994. | 2004.   | 2014.    | 2024.    |
| --------------- | ----- | ------- | -------- | -------- |
| Кількість осіб: | 1397  | 1476    | 1626     | 1940     |
| Різниця:        |       | +5,65 % | +10,16 % | +19,31 % |

| Рік:            | 2023. | 2024.   |
| --------------- | ----- | ------- |
| Кількість осіб: | 1917  | 1940    |
| Різниця:        |       | +1,19 % |